# Jos Kunst

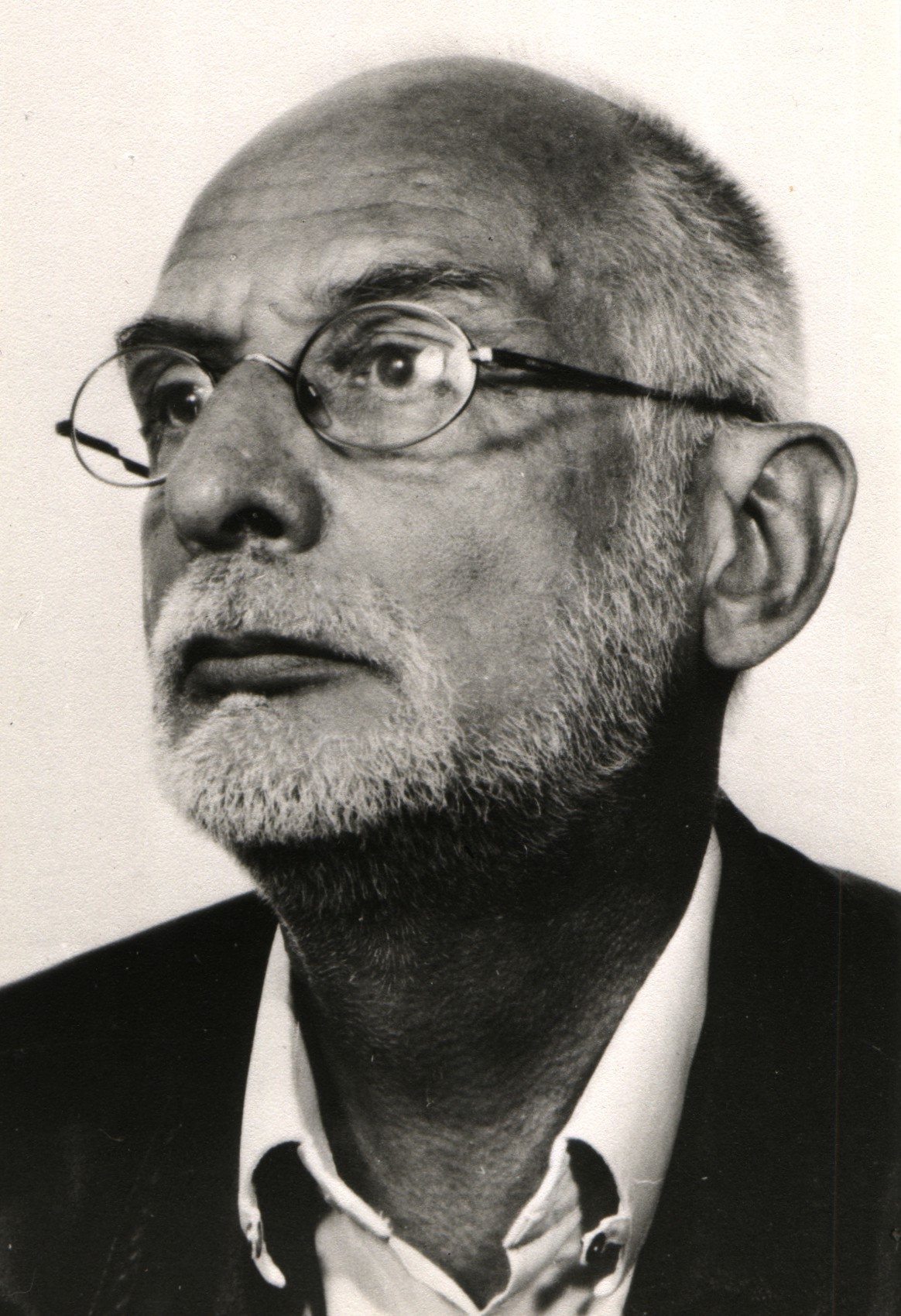
Jos Kunst

Jozef Johannes Petrus Maria (Jos) Kunst (Roermond, 3 januari 1936 - Utrecht, 18 januari 1996) was een Nederlandse componist en musicoloog.

## Levensloop
Kunst groeide op in Maastricht en studeerde Franse letterkunde aan de Rijksuniversiteit Groningen. Op zijn 27ste begon hij een muziekstudie aan het Conservatorium van Amsterdam, achtereenvolgens bij Joep Straesser en Ton de Leeuw. Naast zijn activiteiten als componist en als docent Frans was hij bij de conservatoria van Zwolle en Amsterdam werkzaam als docent hedendaagse muziek en compositie.
Op de Internationale Gaudeamus Competitie 1967 ontving hij de AVRO-aanmoedigingsprijs voor het stuk Insecten voor 13 strijkers. Twee jaar later, tijdens de Gaudeamus Muziekweek in 1969, won hij de eerste prijs met het orkestwerk Arboreal. Zijn belangrijkste muzikale voorbeelden in de periode tot 1975 waren Anton Webern, Edgar Varèse en Iannis Xenakis.
In 1975 besloot hij met componeren te stoppen; in 1976 volgde hij Rudolf Escher op als docent voor de muziek van de twintigste eeuw bij de vakgroep Muziekwetenschap van de Rijksuniversiteit Utrecht. Als musicoloog hield hij zich voornamelijk bezig met wat 'cognitieve muziekwetenschap' wordt genoemd: muziekwetenschap die beoogt te beschrijven wat muziek doet met de luisteraar. Belangrijkste musicologische publicaties: Making sense in music: an enquiry into the formal pragmatics of art (proefschrift, 1978); Filosofie van de muziekwetenschap (Martinus Nijhoff, 1988).
Naast zijn wetenschappelijke werk was hij actief als dichter: hij publiceerde in de jaren 1979-1988 gedichten in Hollands Maandblad en in 1982 verscheen bij Meulenhoff de bundel Niemand blijft ooit zichzelf.
In 1988 maakte hij gebruik van de mogelijkheid om vervroegd te worden gepensioneerd. Vanaf dat moment componeerde hij weer, maar hield zich, anders dan voorheen, zo veel mogelijk buiten het georganiseerde muziekleven. In deze periode was Claude Debussy een belangrijke inspiratiebron.
Jos Kunst overleed op 60-jarige leeftijd.

## Werken (beperkt overzicht)
- opus III Gezicht op de tweede zee (1963-1966) voor vocaal kwartet, op teksten uit Een winter aan zee van Adriaan Roland Holst
- opus X Insecten (1966) voor 13 strijkers
- opus XI Glass music (1966) voor piano
- opus XII Extérieur (1967) voor tape
- opus XIV Arboreal (1968) voor orkest
- opus XIX Elements of logic (1972) voor blaasorkest, gecomponeerd in samenwerking met Jan Vriend.
- opus XXI No Time-cyclus (1972-1974)
  1. Solo Identity I (1972) voor basklarinet
  2. Solo Identity II (1973) voor piano
  3. No Time At All (1973) voor basklarinet en piano
  4. No Time (1974) voor basklarinet, piano, 3 klarinetten en slagwerk
- opus XXVI Exchange for fire (1994) voor fluit
- opus XXVII Concertino (1994-1995) voor piano, blazers en slagwerk
- opus XXVIII Six études à la mémoire de Claude Debussy (1995-1996) voor piano (onvoltooid)